# Bârsa
Bârsa é uma comuna romena localizada no distrito de Arad, na região histórica da Transilvânia. A comuna possui uma área de 51.74 km² e sua população era de 1916 habitantes segundo o censo de 2007.